# Cinetus tristis
Cinetus tristis är en stekelart som beskrevs av Nixon 1957. Cinetus tristis ingår i släktet Cinetus, och familjen hyllhornsteklar. Arten är reproducerande i Sverige.